# Déportivo
Déportivo — французская рок-группа из пригорода Парижа.

## О группе
Группа состоит из трёх человек:
- Jérôme Coudane — гитара, вокал
- Richard Magnac — бас-гитара
- Julien Bonnet — ударные

Трио исполняет песни в основном на французском языке, однако есть и несколько англоязычных. Преобладает личностная тематика.
Первый альбом, Parmi eux, был выпущен в 2004 году и разошелся тиражом 60 000 экземпляров. Второй, названный так же, как и группа, только с обычной E вместо É, вышел в 2007-м.
Во французском языке слова déportivo нет; название группы, видимо, происходит от испанского deportivo — «спортивный» (возможна отсылка к одноимённому футбольному клубу).

## Дискография

### Parmi eux, 2004

Обложка

1. 1000 moi-même
1000 меня самих
2. Parmi eux
Среди них
3. Queen of universe
Королева вселенной
4. Sur le moment
Об этом моменте
5. Mémoire
Воспоминание
6. L’immobilité
Неподвижность
7. Alambiqué
Витиеватое
8. La salade
Салат
9. Wait a little while
Подожди немного
10. A l’avance
Заранее
11. Roma
Бродяга
12. Paratonnerre
Громоотвод

### Deportivo, 2007
1. Exorde baratté
Дано начало

Обложка

2. Ne le dis à personne et personne ne le saura
Не говори никому и никто не узнает
3. Clásico (Share your love)
Классическое (Поделись любовью)
4. Les bières aujourd’hui s’ouvrent manuellement
Гробы сегодня открываются вручную
5. I might be late
Я могу опоздать
6. En ouvrant la porte
Открывая дверь
7. La brise
Бриз
8. Blue lights
Голубые огни
9. La colline
Холм
10. Suicide Sunday (Part II)
Суицидальное воскресенье (Часть II)

### Прочие релизы
- Parmi eux (édition limitée)
- Parmi eux (réédition)
- La salade (maxi)
- First
- Parmi eux (promo)
- 1000 moi-même (promo)
- Roma (promo)
- Deportivo (CD + DVD)
- La brise (promo)